# Референс
Референс — другий студійний альбом українського гурту Вагоновожатые, виданий 20 листопада 2018 року.

## Про альбом
До платівки увійшло 10 треків. Дві пісні альбому звучать українською мовою.
|                  | В альбомі сплелися переживання і почуття всіх вагоновожатых. Якщо «Вассервага» був своєрідним адреналіновим вибухом, то «Референс» – наші спостереження за суспільством, своєрідний зріз часу. |
| — Антон Слєпаков | |

## Композиції
| #     | Назва                   | Тривалість |
| ----- | ----------------------- | ---------- |
| 1.    | «Бриф»                  | 3:47       |
| 2.    | «Человеческие Слабости» | 4:02       |
| 3.    | «Веаюфром»              | 4:12       |
| 4.    | «Человек Аэмфобия»      | 3:20       |
| 5.    | «Широкий»               | 3:36       |
| 6.    | «Сдать»                 | 5:10       |
| 7.    | «Чистотел»              | 3:51       |
| 8.    | «Ответим»               | 3:25       |
| 9.    | «Штази»                 | 3:31       |
| 10.   | «Прейскурант»           | 3:05       |
| 38:00 |                         |            |